# Campagne 10:23

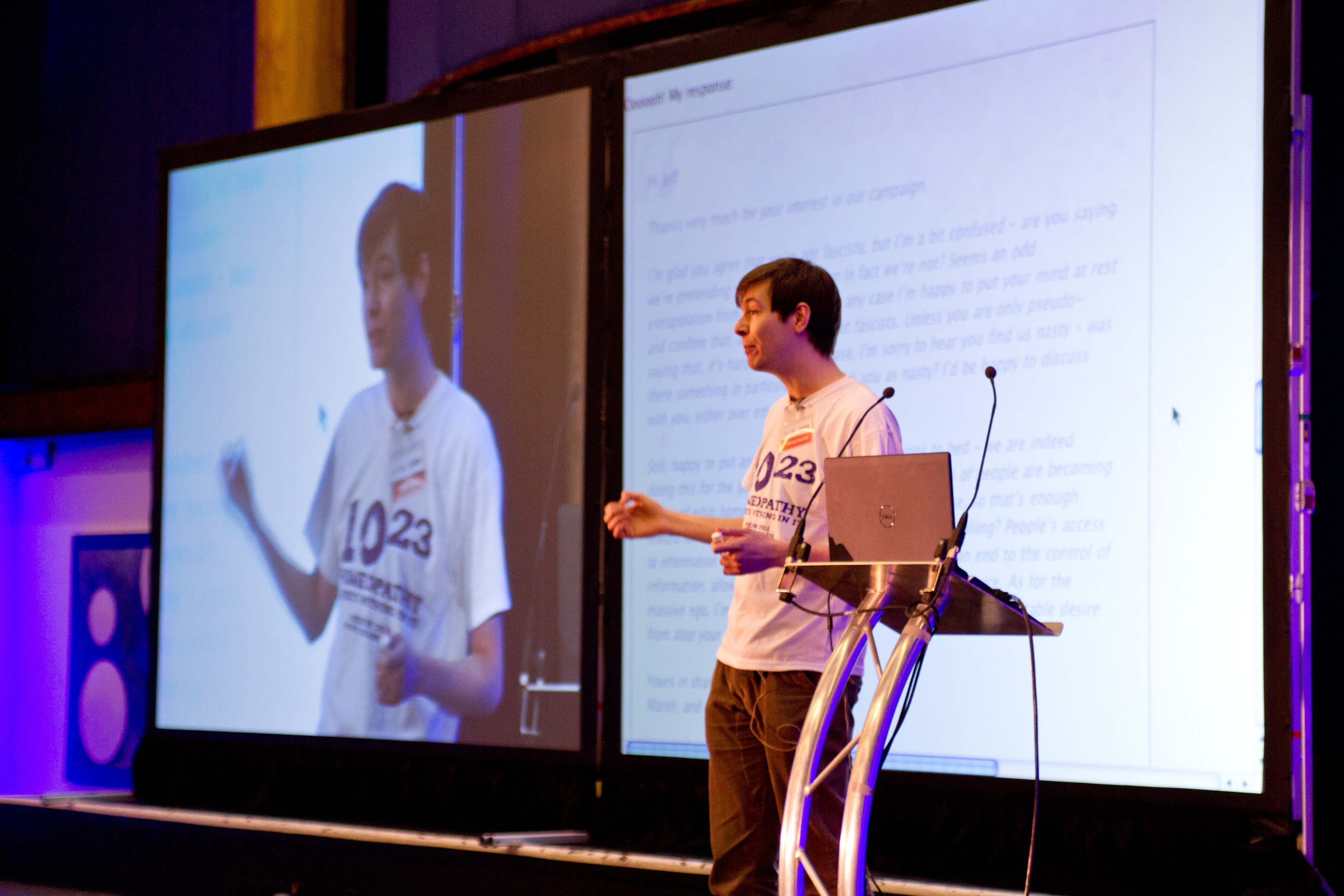
Michael Marshall à une campagne 10:23.

La Campagne 10:23 est une campagne de sensibilisation contre l'homéopathie, organisée par le Merseyside Skeptics Society (en), une organisation à but non lucratif s'opposant à la vente de produits homéopathiques au Royaume-Uni. Le principe est de prendre des surdoses très importantes d'homéopathie, pour montrer l'absence de symptômes,.

## Origine et étymologie
En 2004, l'organisation sceptique belge SKEPP réunit 30 membres à l'université de Gand pour un « suicide collectif » avec de l'homéopathie au venin de serpent, à la belladone et à l'arsenic. Le but était de montrer l'inefficacité de l'homéopathie,,. C'est en 2010 que l'idée d'en faire un événement international est née.
Le nom « 10:23 » renvoie au nombre d'Avogadro, qui est de l'ordre de 1023, afin de montrer le taux de dilution énorme de l'homéopathie, et donc son absence de principe actif.

## Buts
La campagne vise à montrer l'inefficacité de l'homéopathie,,,. Elle s'oppose notamment aux vendeurs de rue, comme Boots UK (en), qui vend de l'homéopathie avec de la médecine classique, ce qui accorde du crédit à l'homéopathie. Ils remettent en question l'éthique de vendre comme un traitement un produit qui n'a pas prouvé son efficacité et est rejeté par la majorité de la communauté scientifique.

## Organisations d'événements
Le 30 janvier 2010, à Leicester, au Royaume-Uni, a lieu la première campagne 10:23 médiatisée,,. Les participants ingurgitent 84 pilules d'arsenicum album, soit 20 fois la dose recommandée.
Une deuxième campagne a lieu les 5 et 6 février 2011. Elle a lieu dans 70 villes de 30 pays, ,,. À Bruxelles, les participants dénoncent notamment la volonté du parlement européen de reconnaître l'homéopathie,.
En avril 2012 à Berkeley, plus de 100 personnes ingurgitent des doses massives de caffea cruda contre l'insomnie,.
Il n'y a eu aucun effet constaté sur les participants lors de ces campagnes.